# كون ميرفي
كون ميرفي (بالإنجليزية: Con Murphy)‏ هو لاعب كرة قاعدة أمريكي، ولد في 15 أكتوبر 1863 في ورسستر في الولايات المتحدة، وتوفي بنفس المكان في 1 أغسطس 1914.

## وصلات خارجية
- كون ميرفي على موقعبيزبول رفرنس.كوم (الدوري الرئيسي) (الإنجليزية)
- كون ميرفي على موقعبيزبول رفرنس.كوم (الدوري الثانوي) (الإنجليزية)